# Los Bunkers
Los Bunkers je čileanski alternative rock glazbeni sastav, osnovan u Concepciónu, 1999. godine.

## Povijest
Sastav su osnovali 1999. godine, Mauricio Basualto i braća Alvara i Gonzalo López te braća Francisco i Mauricio Duran.
Ubrzo su postali dobro poznati u svojoj zemlji zbog svojih suvremenih rock zvukova. Ujedinjavali su zvukove sastava kao što su The Beatles te zvukove narodnih korijena. Sastav je bio aktivan sve do 2014. godine.

## Članovi

### Sadašnji
- Álvaro López
- Mauricio Durán
- Francisco Durán
- Gonzalo López
- Mauricio Basualto

### Bivši
- Manuel Lagos
- Jonatan Díaz

## Diskografija
- Los Bunkers (2001.)
- Canción de Lejos (2002.)
- La culpa (2003.)
- Vida de Perros (2005.)
- Barrio Estación (2008.)
- Música Libre (2010.)

## Vanjske poveznice
|  | Zajednički poslužitelj ima još gradiva o temi Los Bunkers |

- Službena stranica glazbenog sastava Los Bunkers  Arhivirana inačica izvorne stranice od 5. kolovoza 2002. (Wayback Machine) (šp.)